# Łuk Triumfalny w Paryżu
Łuk Triumfalny (fr. Arc de triomphe, Arc de triomphe de l’Étoile) – monumentalny pomnik w formie łuku triumfalnego stojący na placu Charles-de-Gaulle w Paryżu (dawniej plac Gwiazdy, fr. Place de l’Étoile). Znajduje się w 8. dzielnicy, na zachodnim skraju alei Pól Elizejskich (fr. Avenue des Champs-Élysées). Jest to ważny element architektury Paryża, stanowiący zakończenie perspektywy Pól Elizejskich. Łuk został zbudowany w pierwszej połowie XIX wieku dla uczczenia walczących i poległych za Francję w czasie rewolucji francuskiej i wojen napoleońskich.

## Historia

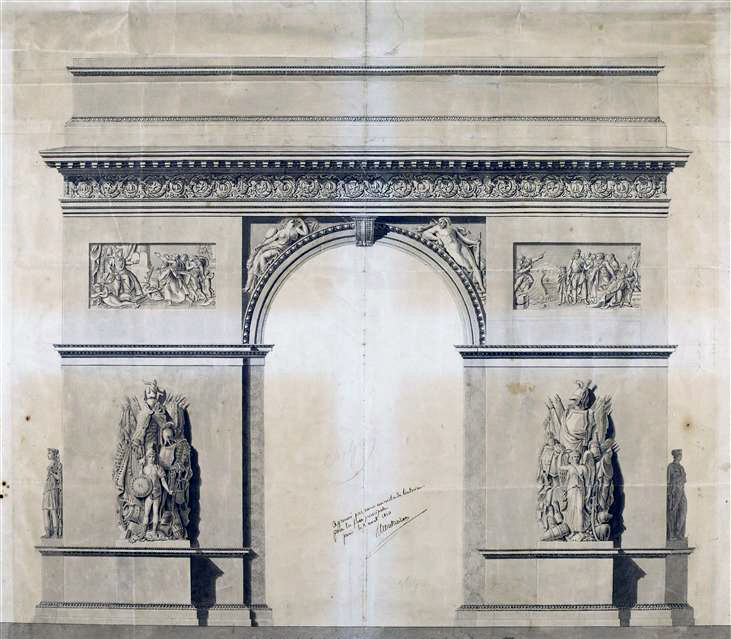
Projekt Łuku Triumfalnego. Jean François Chalgrin, ok. 1806

Budowę łuku z białego wapienia rozpoczęto w 1806, na zlecenie cesarza Napoleona I i z przerwami prowadzono do ukończenia w 1836, za panowania króla Ludwika Filipa I. Projektantem architektury był Jean François Chalgrin, dekorację rzeźbiarską wykonał François Rude.
15 grudnia 1840 kondukt żałobny Napoleona przeszedł pod Łukiem Triumfalnym w drodze do miejsca spoczynku cesarza w Kościele Inwalidów. 22 maja 1885 pod pomnikiem wystawiona została trumna Victora Hugo przez kilkanaście dni przed pochówkiem w Panteonie. 28 stycznia 1921 pod łukiem odsłonięto Grób Nieznanego Żołnierza, by upamiętnić bezimiennych żołnierzy poległych za Francję w czasie I wojny światowej.

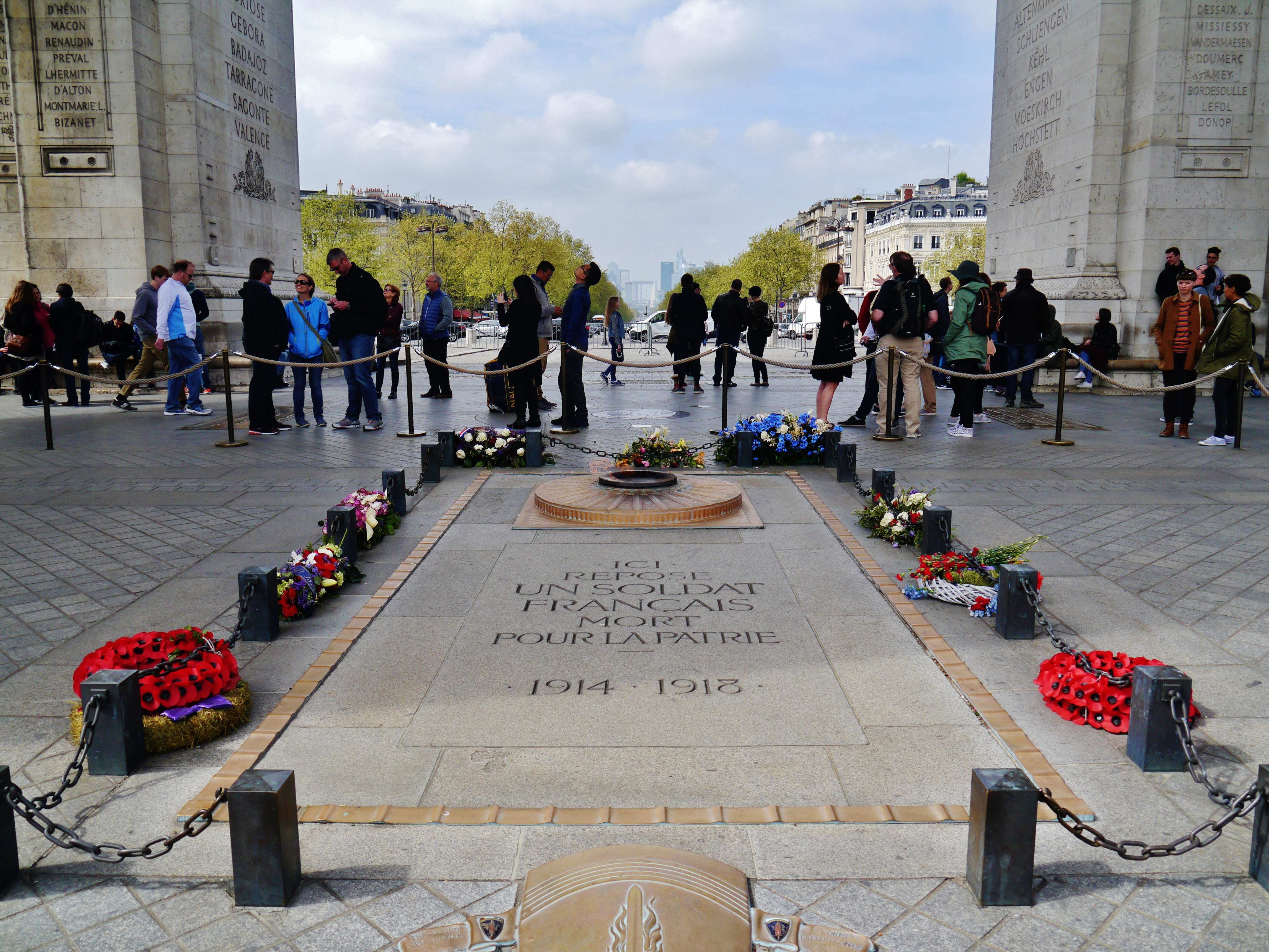
Grób Nieznanego Żołnierza pod Łukiem Triumfalnym w Paryżu

Co roku 14 lipca podczas Święta Narodowego Francji, wzdłuż alei Pól Elizejskich odbywa się parada wojskowa z udziałem francuskich urzędników państwowych i zagranicznych gości. Defilada rozpoczyna się na placu Charles-de-Gaulle, skupionego wokół Łuku Triumfalnego, i kończy się na placu de la Concorde.
Z biegiem lat łuk uległ degradacji i został po raz pierwszy wyczyszczony w 1966. 

## Charakterystyka
Pomnik jest budowlą empirową, w formie jednoarkadowego rzymskiego łuku triumfalnego.
- Wysokość: 49,54 m
- Szerokość: 44,82 m
- Głębokość: 22,21 m
- Liczba stopni prowadzących na platformę widokową: 284

### Reliefy
Na każdym z czterech filarów łuku znajduje się relief wypukły, umieszczony na cokole, przedstawiający scenę związaną z najważniejszymi wydarzeniami w okresie I Republiki francuskiej i I Cesarstwa francuskiego:
- Wymarsz ochotników z 1792 roku (fr. Le Départ des volontaires de 1792), albo Marsylianka (fr. La Marseillaise) – wykonał François Rude na południowej fasadzie łuku, z prawej strony. Relief upamiętnia utworzenie republiki podczas powstania 10 sierpnia, przedstawiając uskrzydloną personifikację wolności nad ochotnikami broniącymi granic Francji.
- Triumf z 1810 roku (fr. Le Triomphe de 1810) – wykonał Jean-Pierre Cortot na południowej fasadzie łuku, z lewej strony. Relief upamiętnia traktat z Schönbrunnu przedstawiając Napoleona ukoronowanego przez boginię zwycięstwa.
- Obrona z 1814 roku (fr. La Résistance de 1814) – wykonał Antoine Étex na północnej fasadzie łuku, z prawej strony. Relief upamiętnia obronę przed armiami wroga podczas wojny szóstej koalicji.
- Pokój z 1815 roku (fr. La Paix de 1815) – wykonał Antoine Étex na północnej fasadzie łuku, z lewej strony. Relief upamiętnia traktat paryski po abdykacji Napoleona.

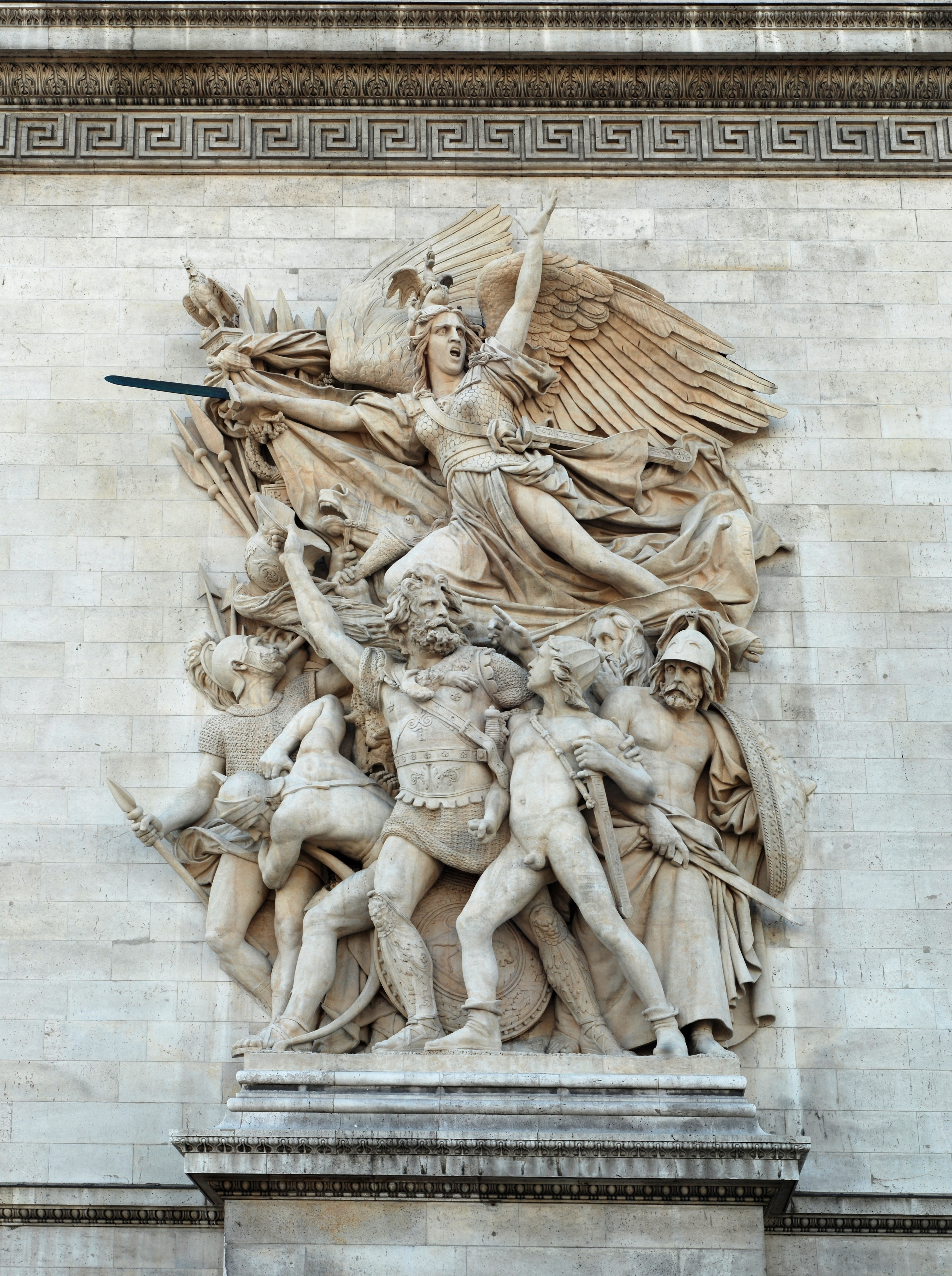
Wymarsz ochotników z 1792 roku (Marsylianka)
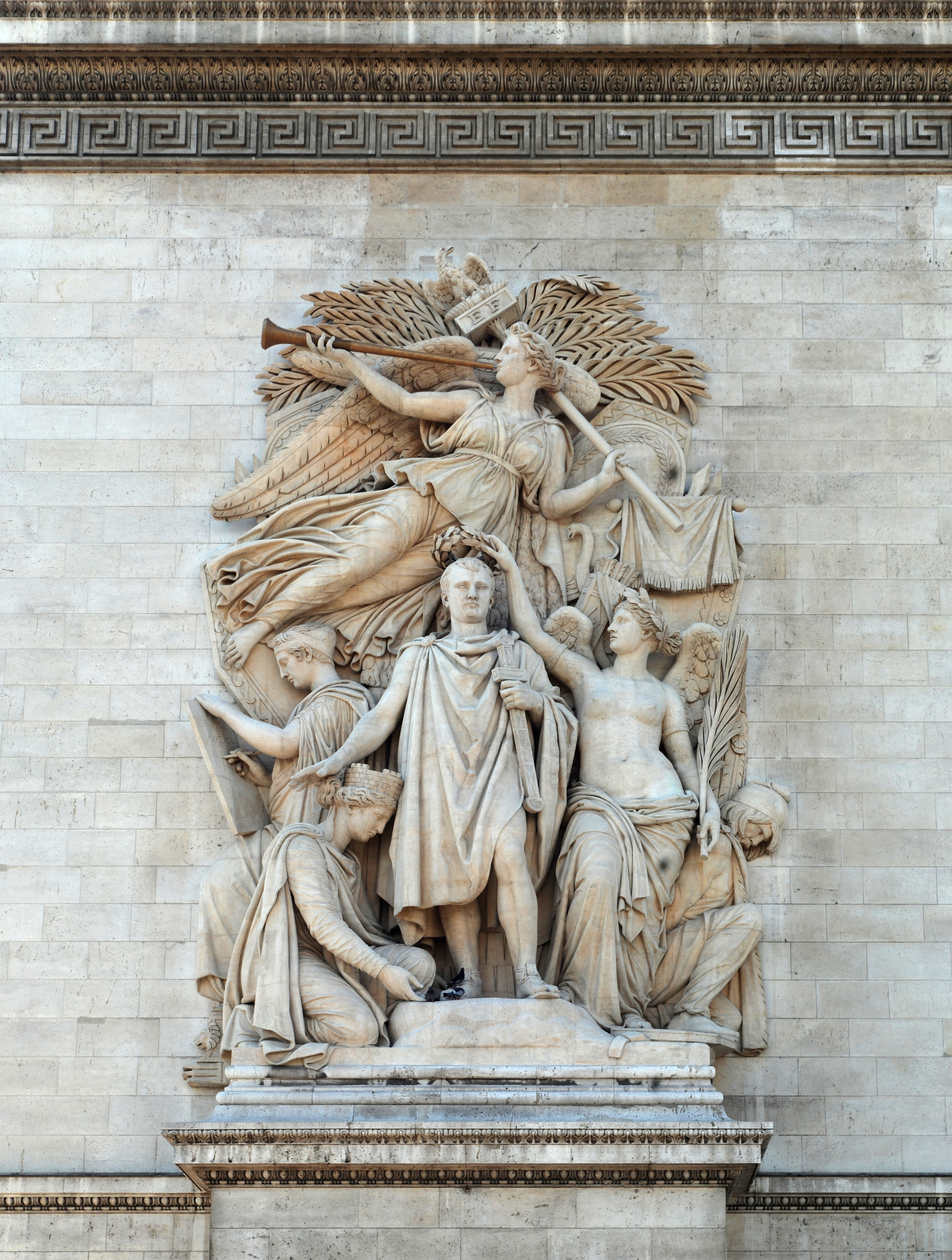
Triumf z 1810 roku
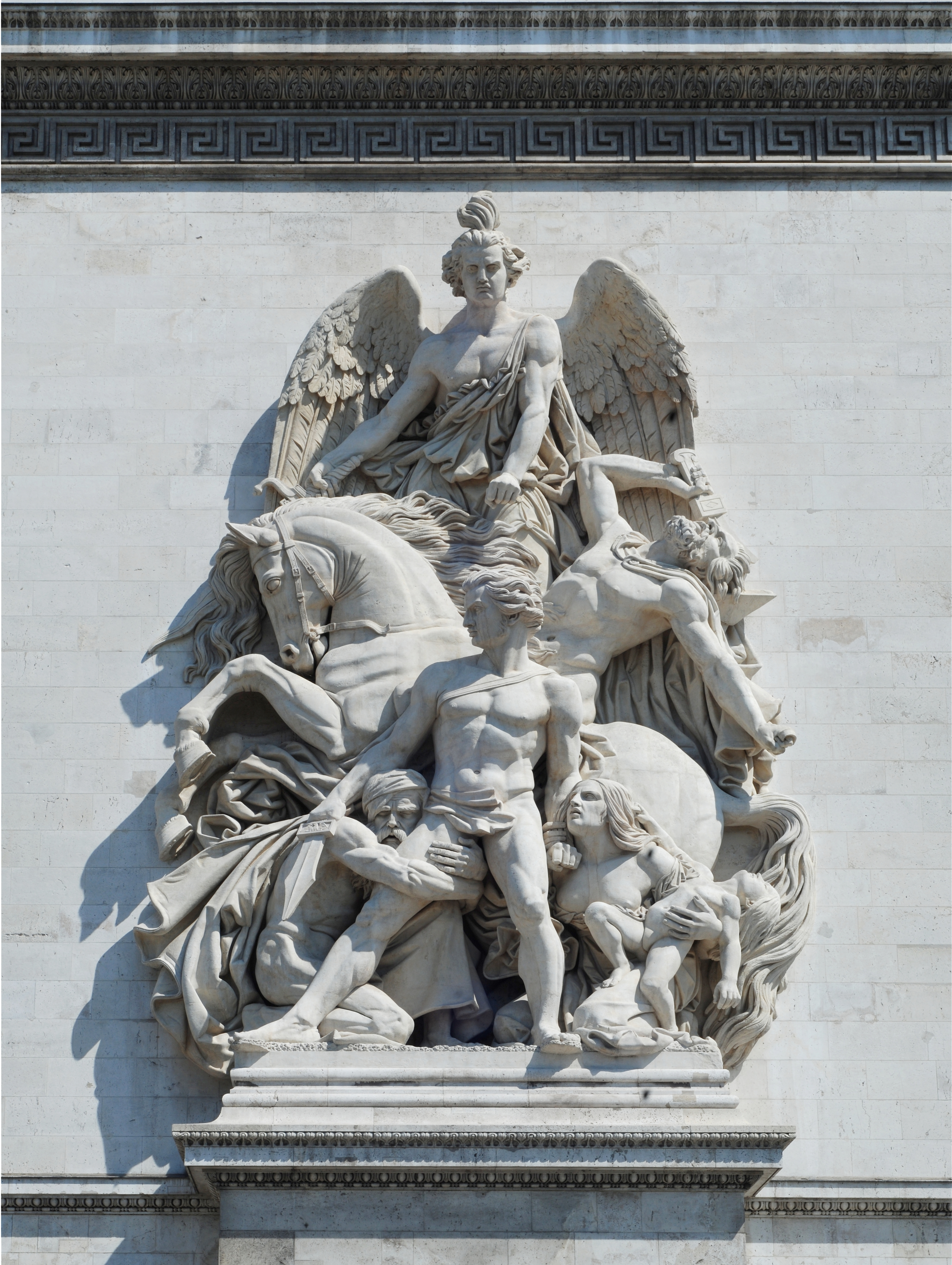
Obrona z 1814 roku
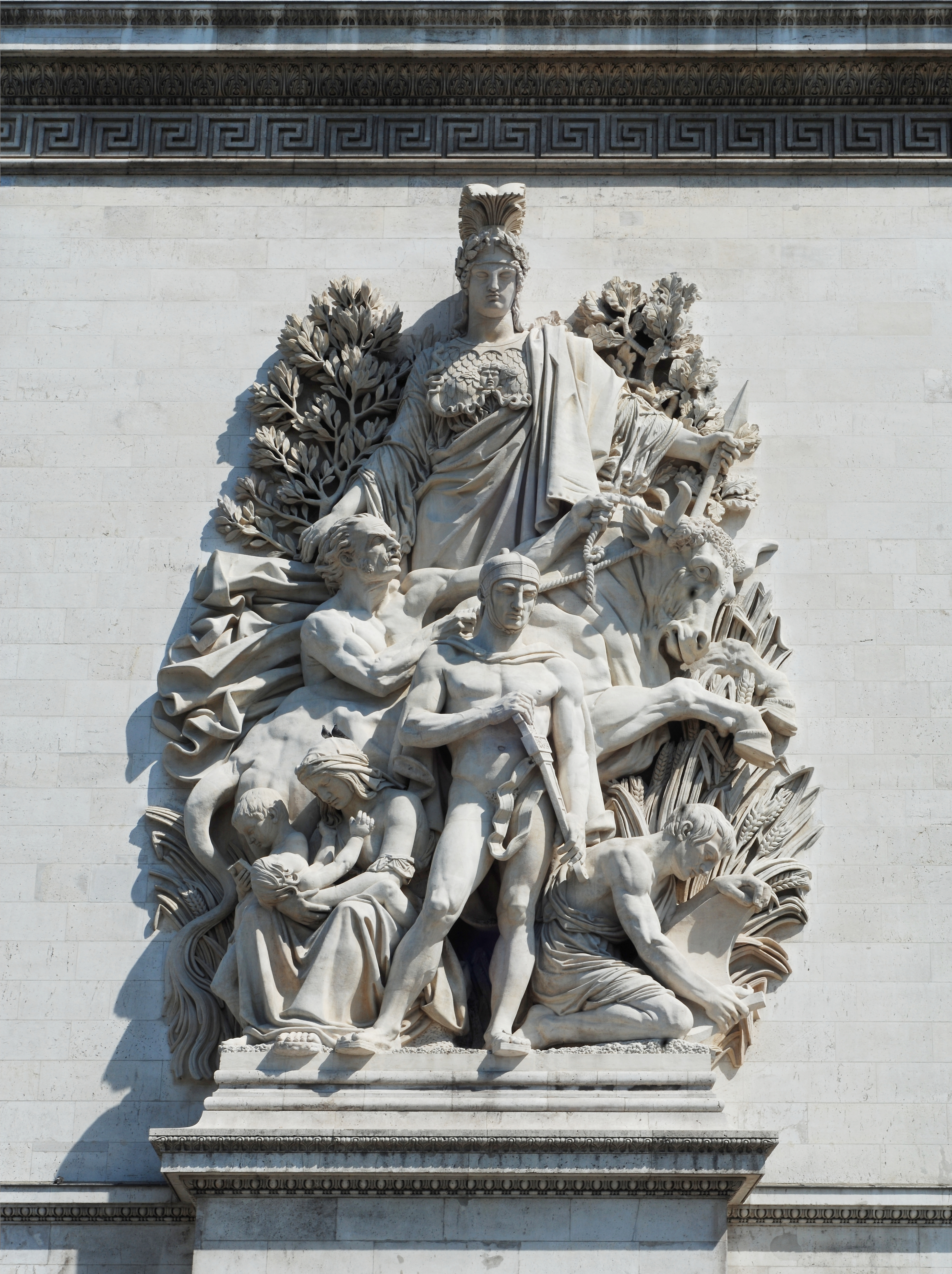
Pokój z 1815 roku

Na fasadach łuku znajduje się także sześć reliefów płaskich, przedstawiających sceny związane z ważnymi bitwami w okresie I Republiki i I Cesarstwa:
- Pogrzeb generała Marceau (fr. Les funérailles du général Marceau) – wykonał Henri Lemaire na południowej fasadzie łuku, z prawej strony.
- Bitwa pod Abukirem (fr. La bataille d'Aboukir) – wykonał Bernard Seurre na południowej fasadzie łuku, z lewej strony.
- Bitwa pod Jemappes (fr. La bataille de Jemappes) – wykonał Carlo Marochetti na wschodniej fasadzie łuku.
- Szturm na most pod Arcole (fr. Le passage du pont d’Arcole) – wykonał Jean-Jacques Feuchère na północnej fasadzie łuku, z prawej strony.
- Zdobycie Aleksandrii (fr. La prise d'Alexandrie) – wykonał John-Étienne Chaponnière na północnej fasadzie łuku, z lewej strony.
- Bitwa pod Austerlitz (fr. La bataille d’Austerlitz) – wykonał Théodore Gechter na zachodniej fasadzie łuku.

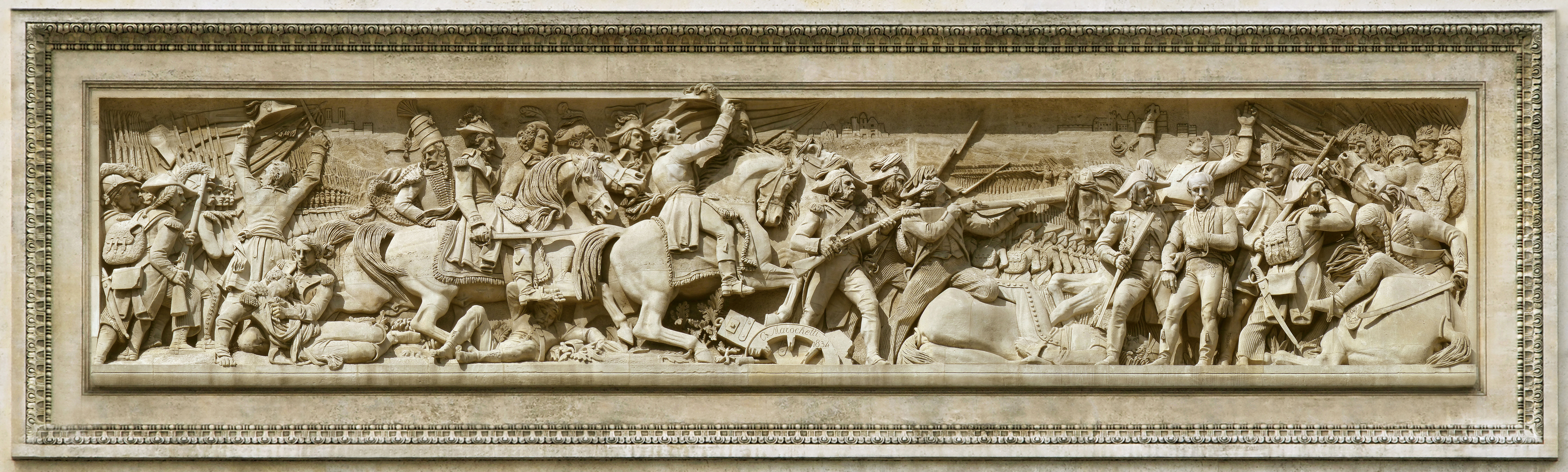
Bitwa pod Jemappes
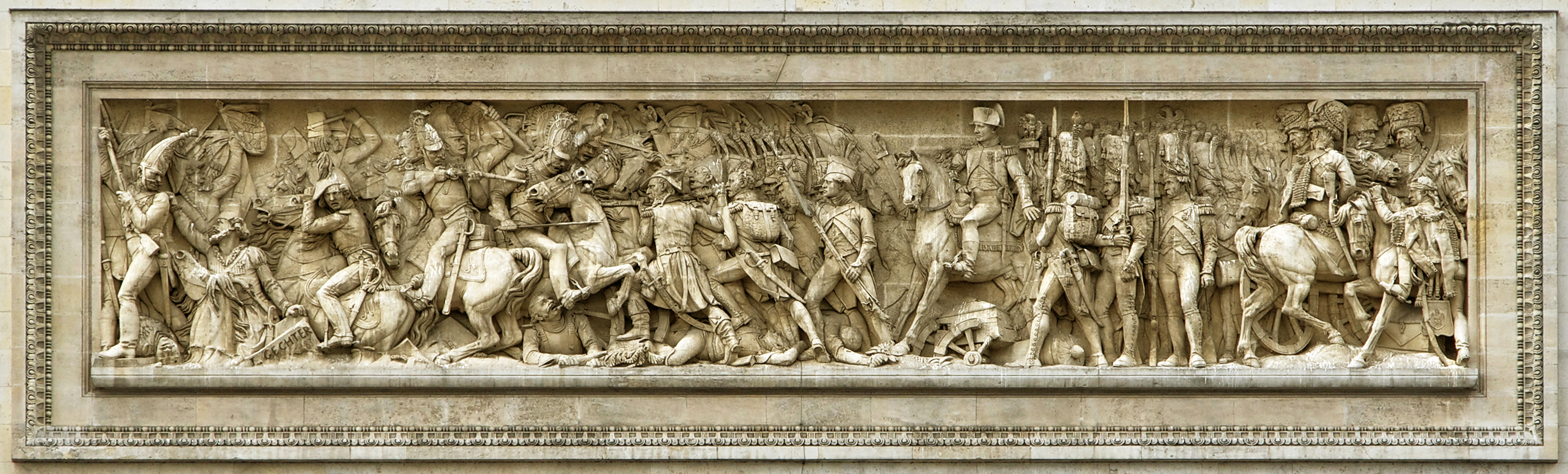
Bitwa pod Austerlitz

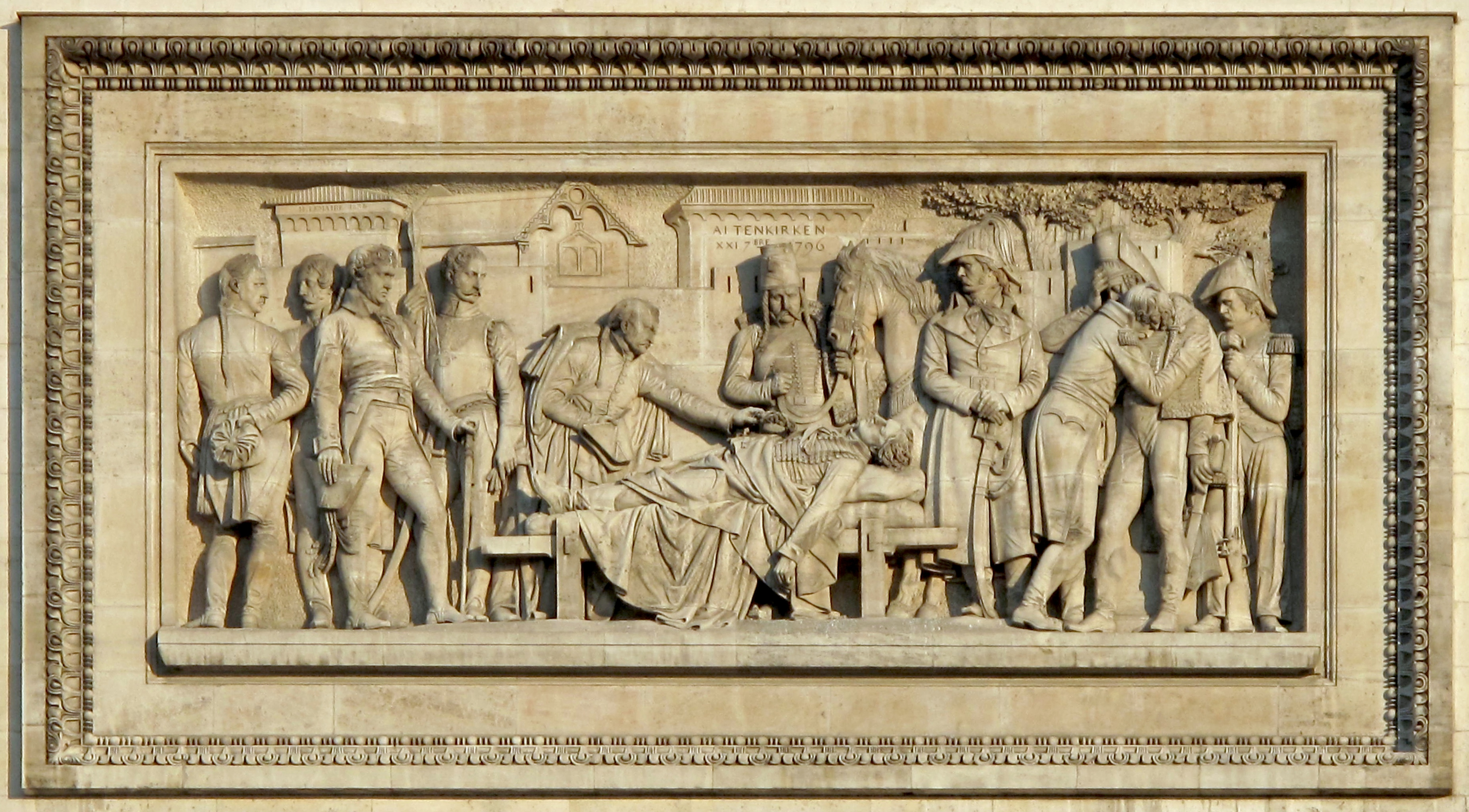
Pogrzeb generała Marceau
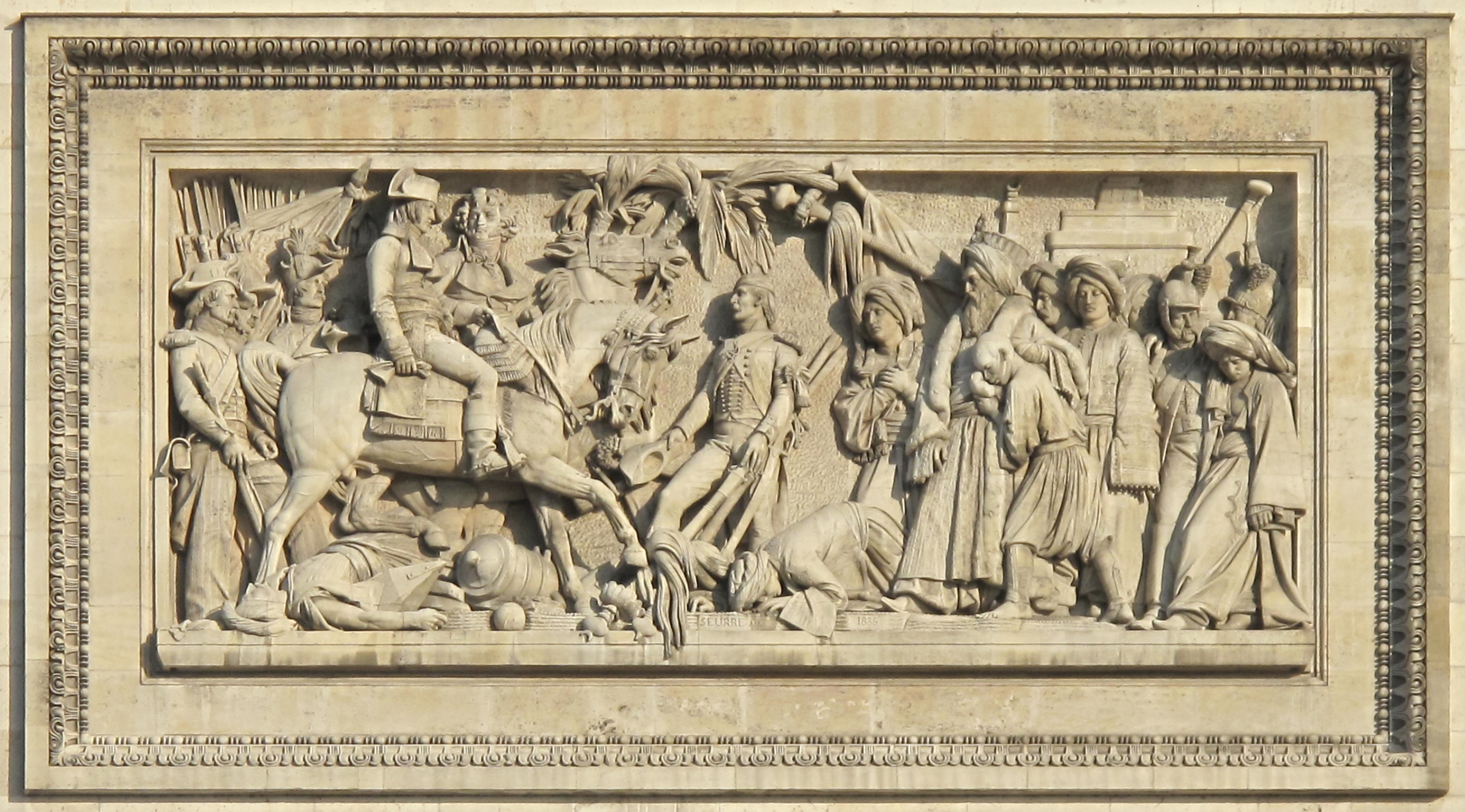
Bitwa pod Abukirem
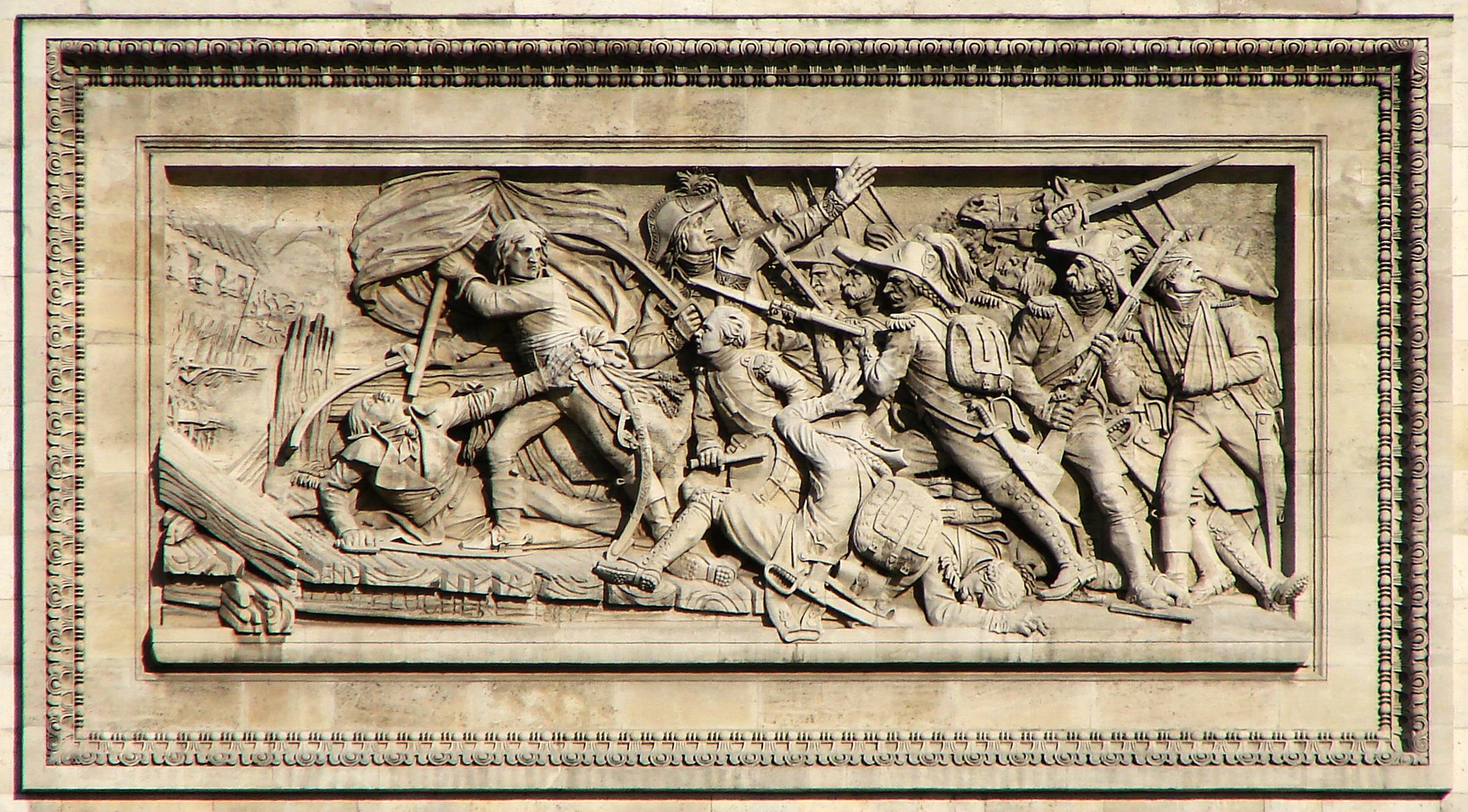
Szturm na most pod Arcole
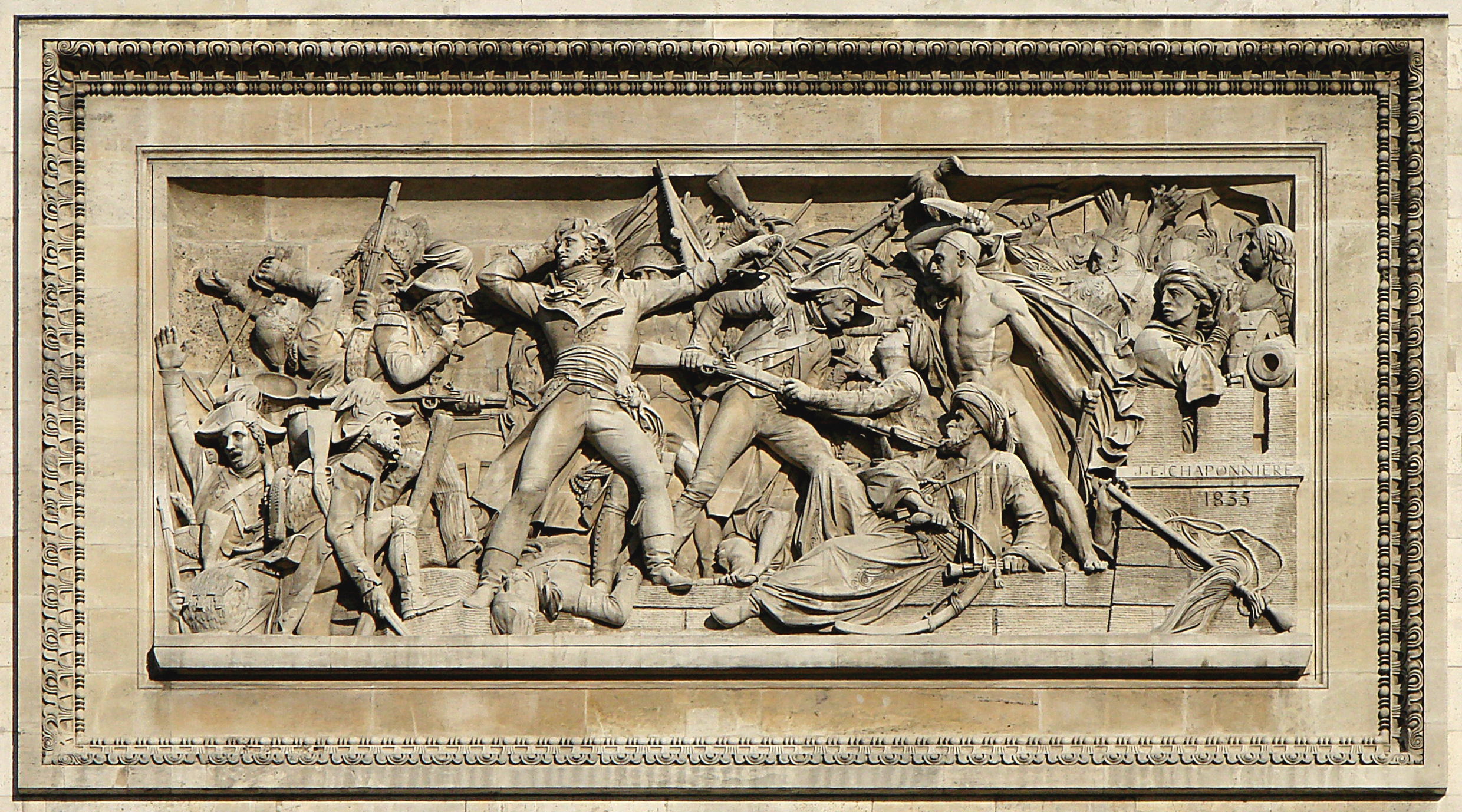
Zdobycie Aleksandrii

### Bitwy i nazwiska zapisane na łuku
Na łuku wyryto nazwy 158 bitew stoczonych w okresie I Republiki francuskiej i I Cesarstwa francuskiego. Są wśród nich nazwy pięciu miast, które obecnie znajdują się na terenie Polski:
- Gdańsk (oblężenie, marzec - maj 1807) – zapisane jako DANTZIG na filarze wschodnim.
- Ostrołęka (bitwa, 16 lutego 1807) – zapisane jako OSTROLENKA na filarze wschodnim.
- Pułtusk (bitwa, 26 grudnia 1806) – zapisane jako PULTUSK na filarze wschodnim.
- Lidzbark Warmiński (bitwa, 10 czerwca 1807) – zapisane jako HEILSBERG na filarze wschodnim.
- Wrocław (zdobycie miasta, 29 grudnia 1806) – zapisane jako BRESLAW na filarze północnym.

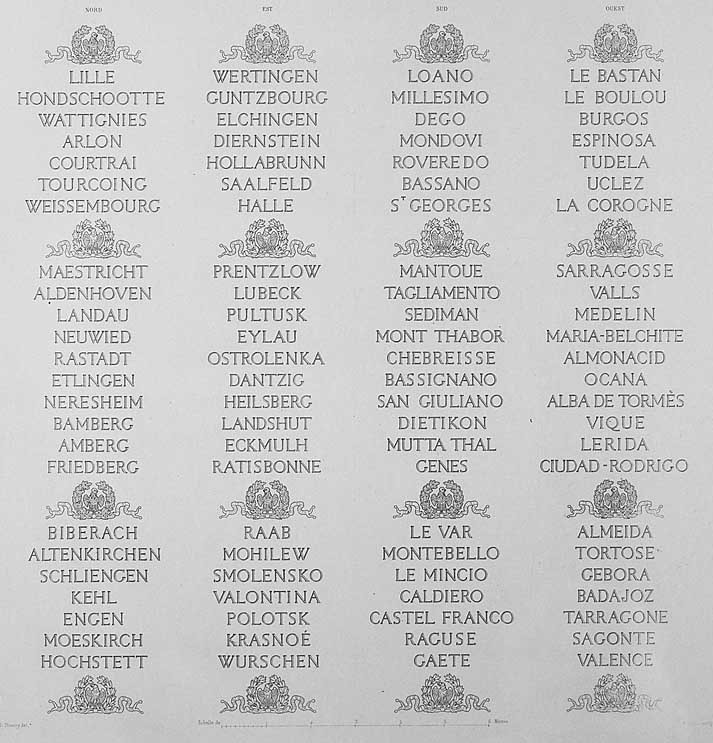
Bitwy zapisane na wewnętrznych fasadach pomnika

Na attyce łuku znajdują się nazwy 30 głównych bitew z okresu Republiki i Cesarstwa: Valmy, Jemappes, Fleurus, Montenotte, Lodi, Castiglione, Arcole, Rivoli, Piramidy, Abukir, Alkmaar, Zurych, Heliopolis, Marengo, Hohenlinden, Ulm, Austerlitz, Jena-Auerstedt, Frydland, Somosierra, Aspern, Wagram, Moskwa, Lützen, Budziszyn, Drezno, Hanau, Montmirail, Montereau oraz Ligny.

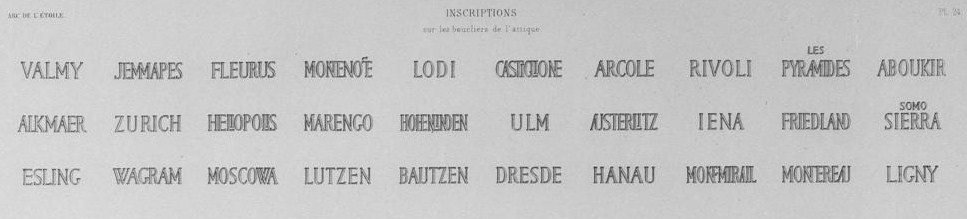
Bitwy zapisane na attyce pomnika

Na łuku wyryto także nazwiska 660 osób, w większości generałów i marszałków, którzy służyli w okresie I Republiki francuskiej i I Cesarstwa francuskiego. Znajdują się wśród nich nazwiska siedmiu Polaków:
- gen. Józef Grzegorz Chłopicki (1771-1854) – zapisany jako KLOPISKY na filarze zachodnim.
- gen. Jan Henryk Dąbrowski (1755-1818) – zapisany jako DOMBROWSKY na filarze południowym.
- gen. Karol Otto Kniaziewicz (1762-1842) – zapisany jako KNIAZIEWICZ na filarze wschodnim.
- gen. Józef Feliks Łazowski (1759-1812) – zapisany jako LASOWSKI na filarze południowym.
- marsz. książę Józef Antoni Poniatowski (1763-1813) – zapisany jako PONIATOWSKY na filarze wschodnim.
- bryg. Józef Sułkowski (1773-1798) – zapisany jako SULKOSKY na filarze południowym.
- gen. Józef Zajączek (1752-1826) – zapisany jako ZAYONSCHECK na filarze południowym.

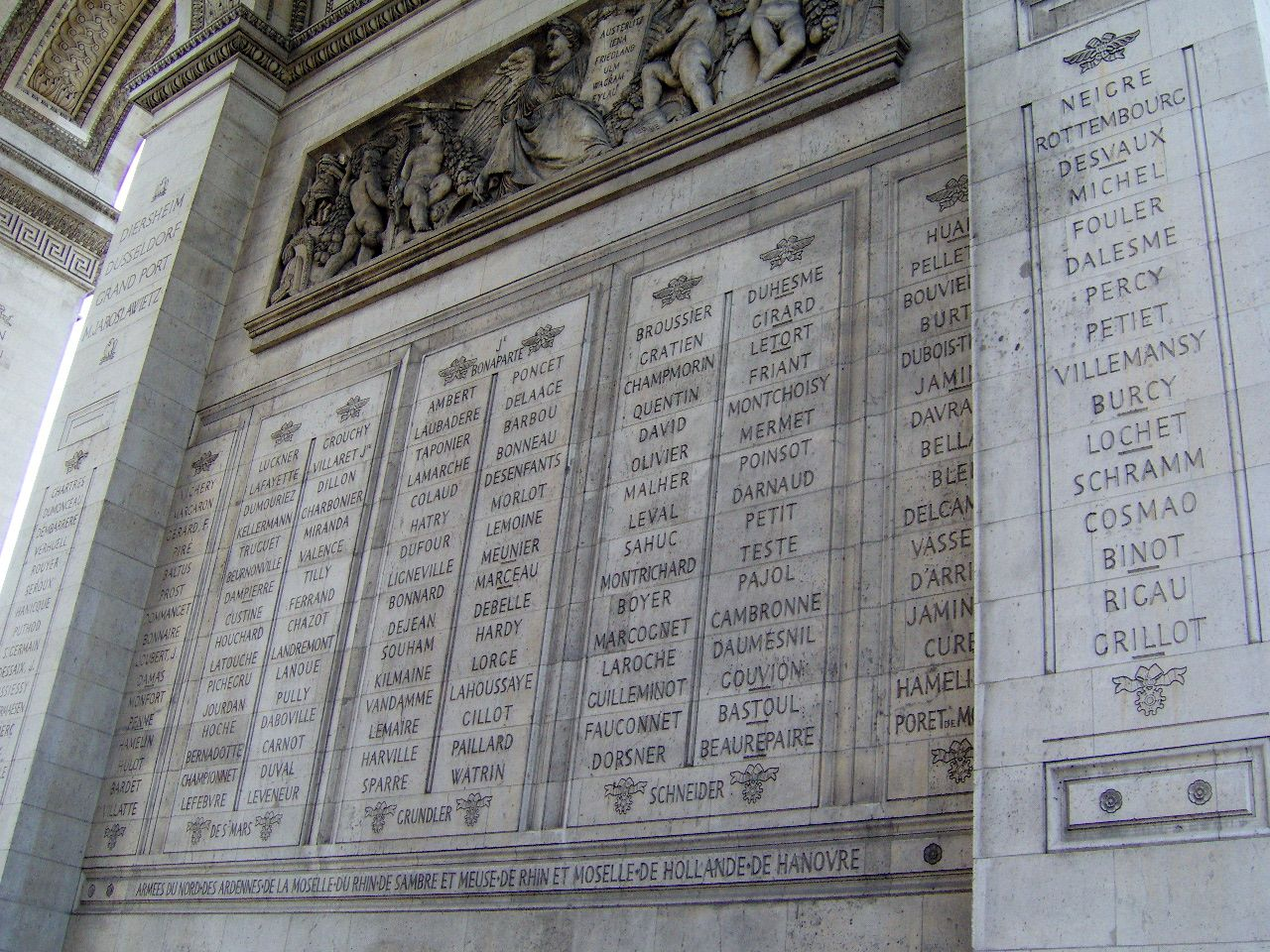
Filar północny
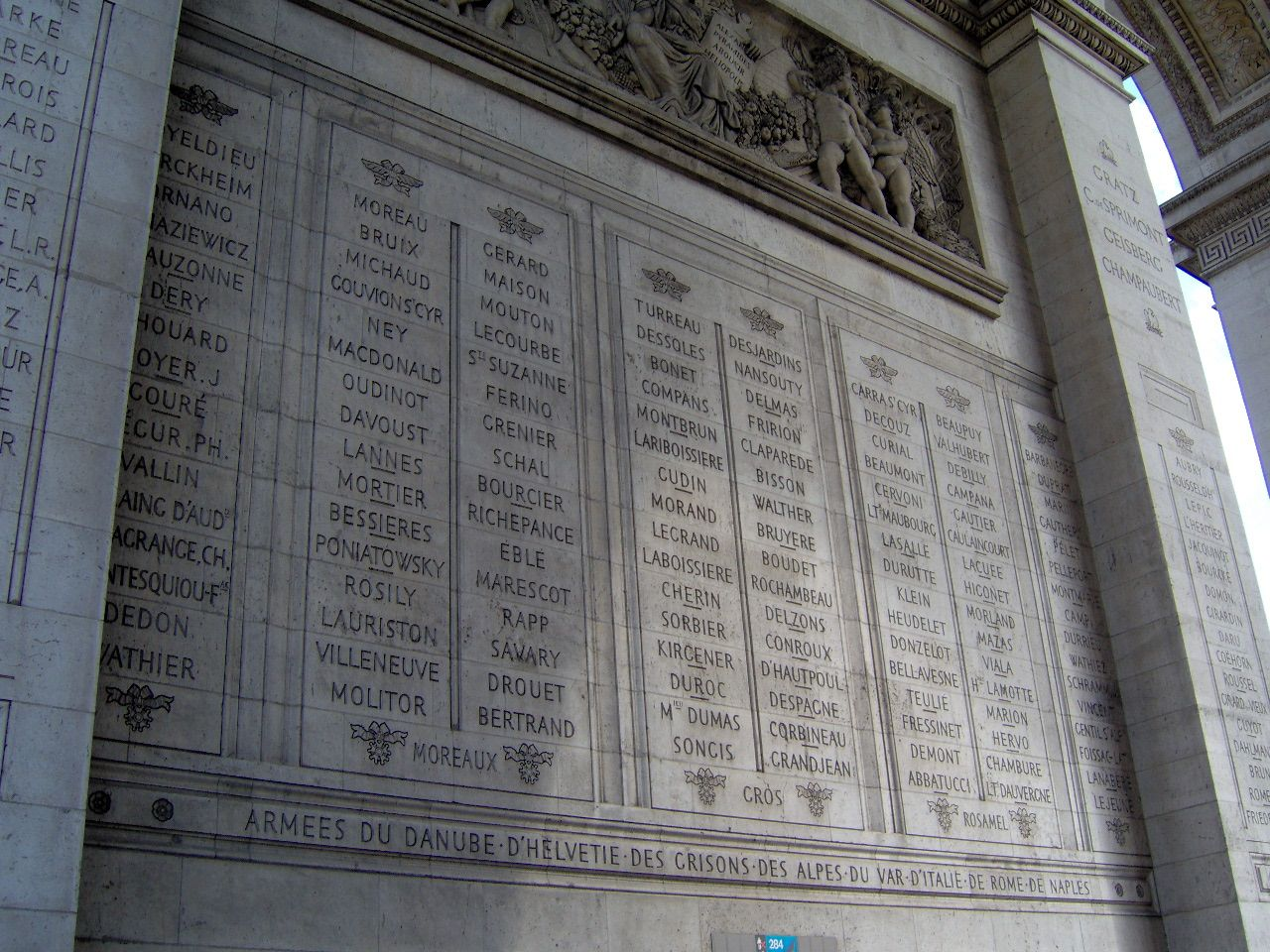
Filar wschodni
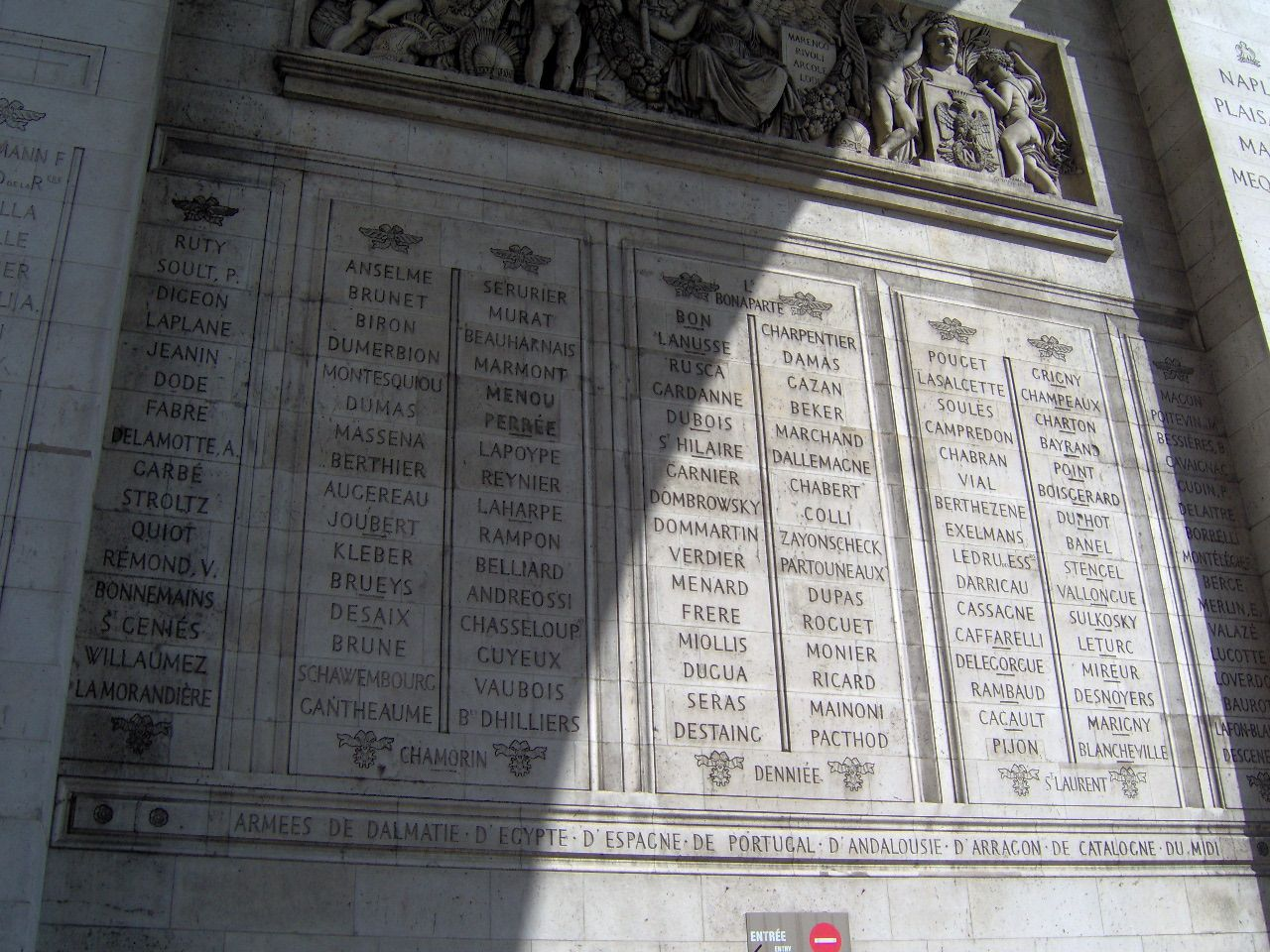
Filar południowy
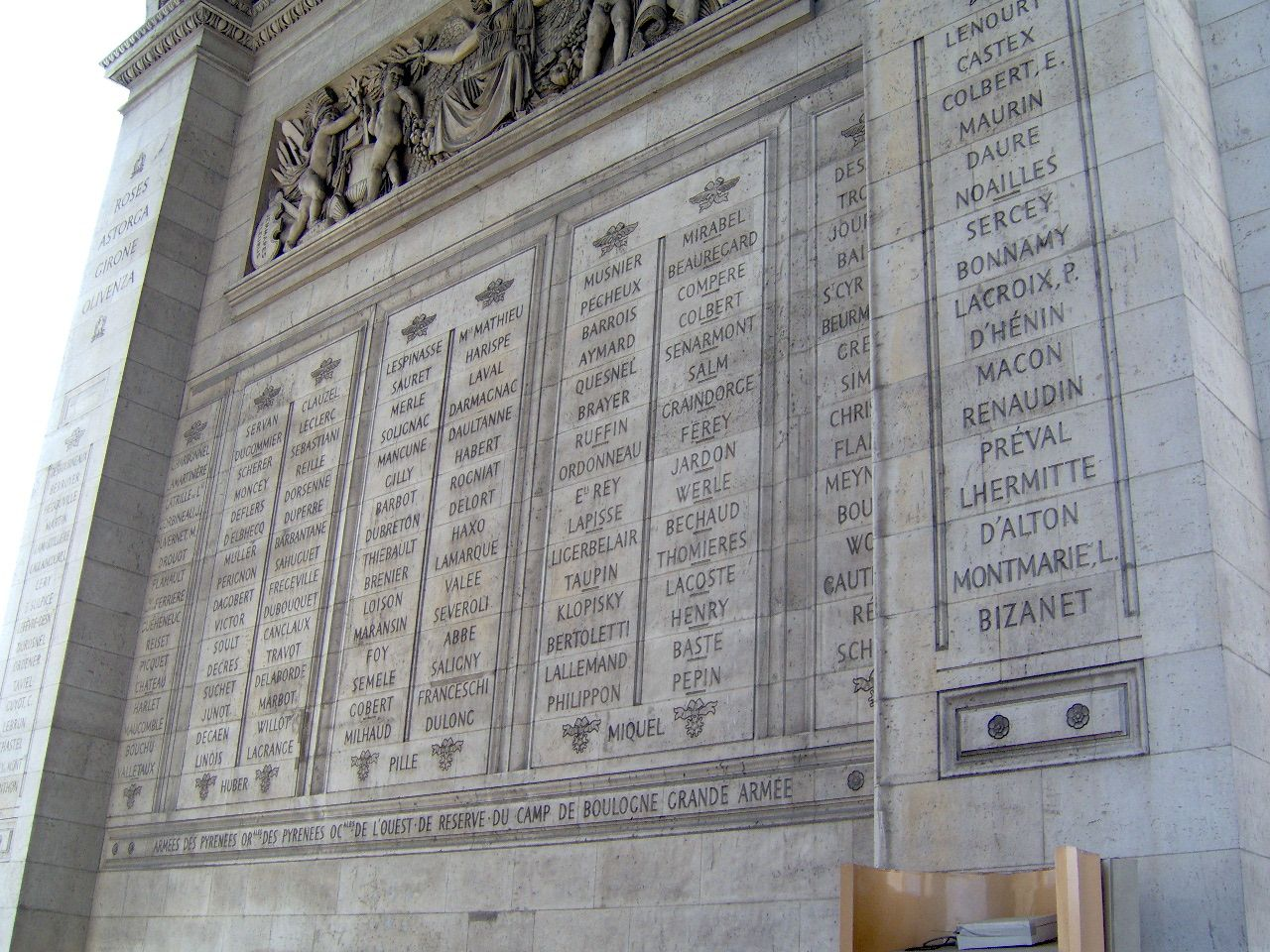
Filar zachodni

Nad nazwiskami znajdują się cztery płaskorzeźby, przedstawiające sceny słynnych bitew z okresu Republiki i Cesarstwa:
- Atrybuty zwycięstw północy – Austerlitz, Jena-Auerstedt, Frydland, Ulm, Wagram i Pruska Iława.
- Atrybuty zwycięstw wschodu – Aleksandria, Piramidy, Abukir i Heliopolis.
- Atrybuty zwycięstw południa – Marengo, Rivoli, Arcole i Lodi.
- Atrybuty zwycięstw zachodu – Jemmapes i Fleurus.

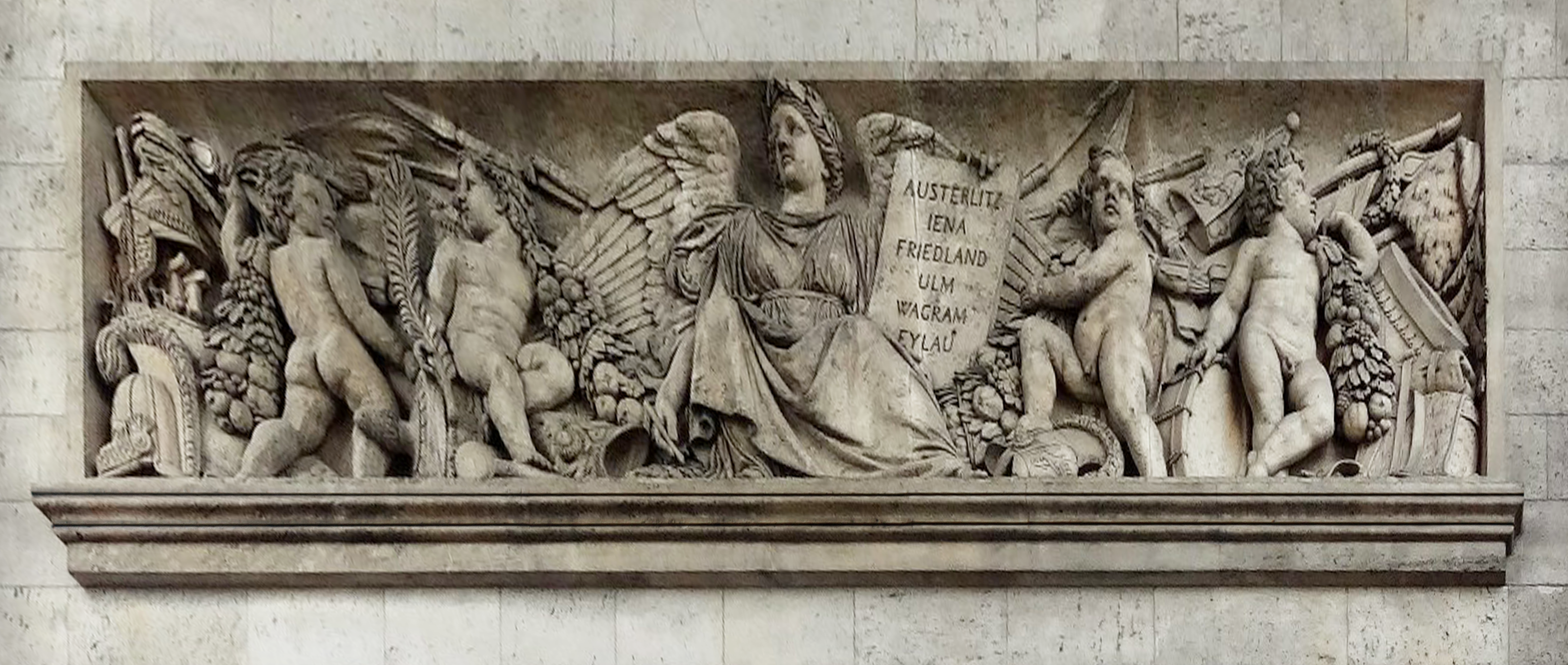
Atrybuty zwycięstw północy
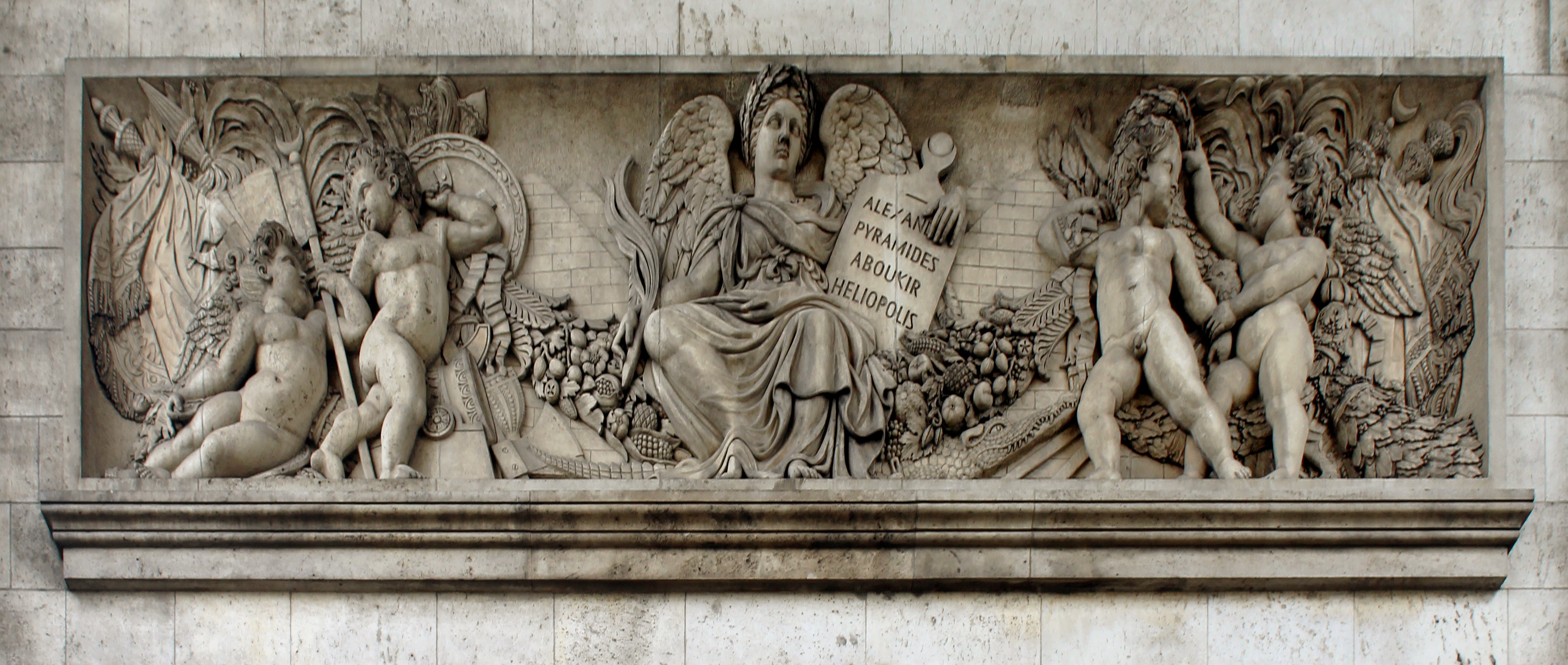
Atrybuty zwycięstw wschodu
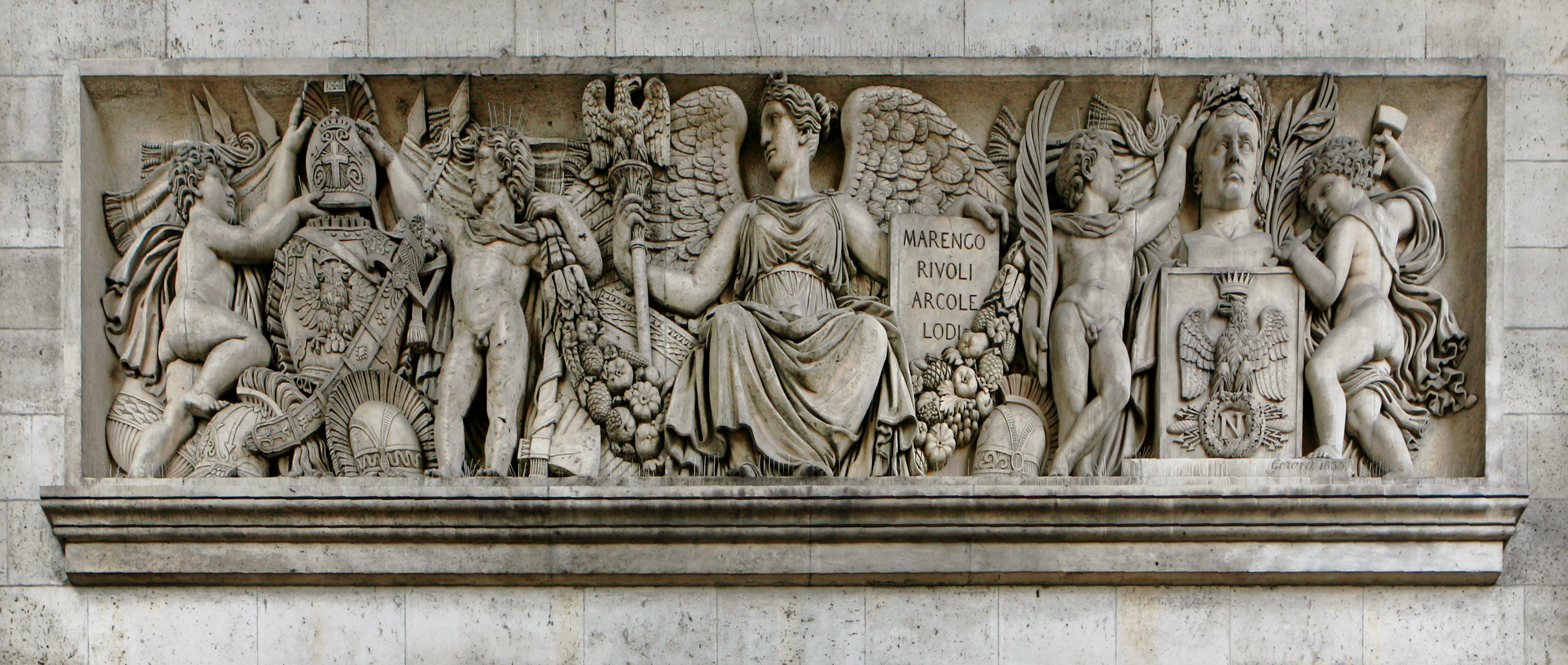
Atrybuty zwycięstw południa
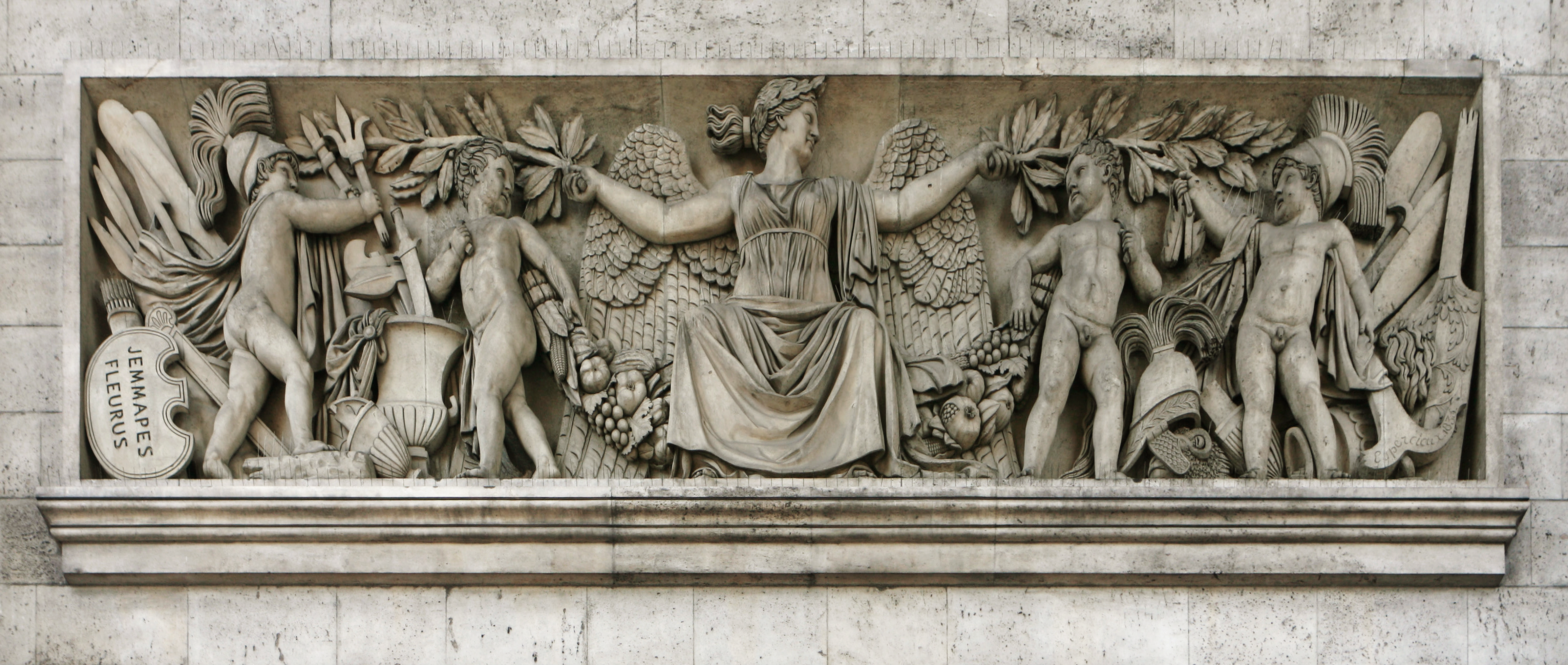
Atrybuty zwycięstw zachodu

## L’Arc de Triomphe, Wrapped
Od 18 września do 3 października 2021, w ramach tymczasowej instalacji artystycznej L’Arc de Triomphe, Wrapped autorstwa Christo i Jeanne-Claude, Łuk Triumfalny był całkowicie opakowany w srebrno-niebieski materiał. Artyści pracowali nad projektem od 1961, nie dożyli jednak momentu jego realizacji.

## Galeria

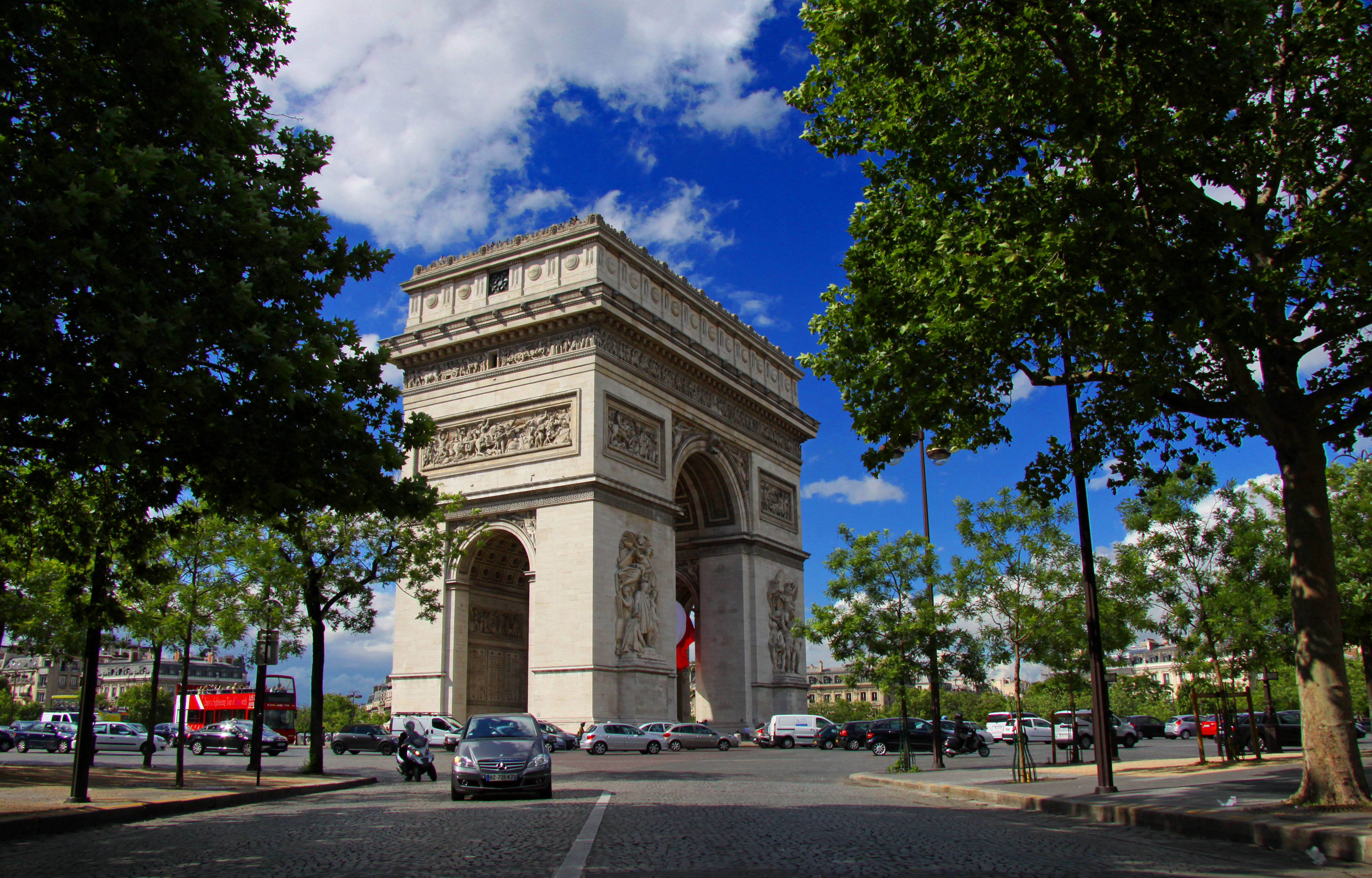
Plac Charles-de-Gaulle z Łukiem Triumfalnym
Łuk Triumfalny nocą
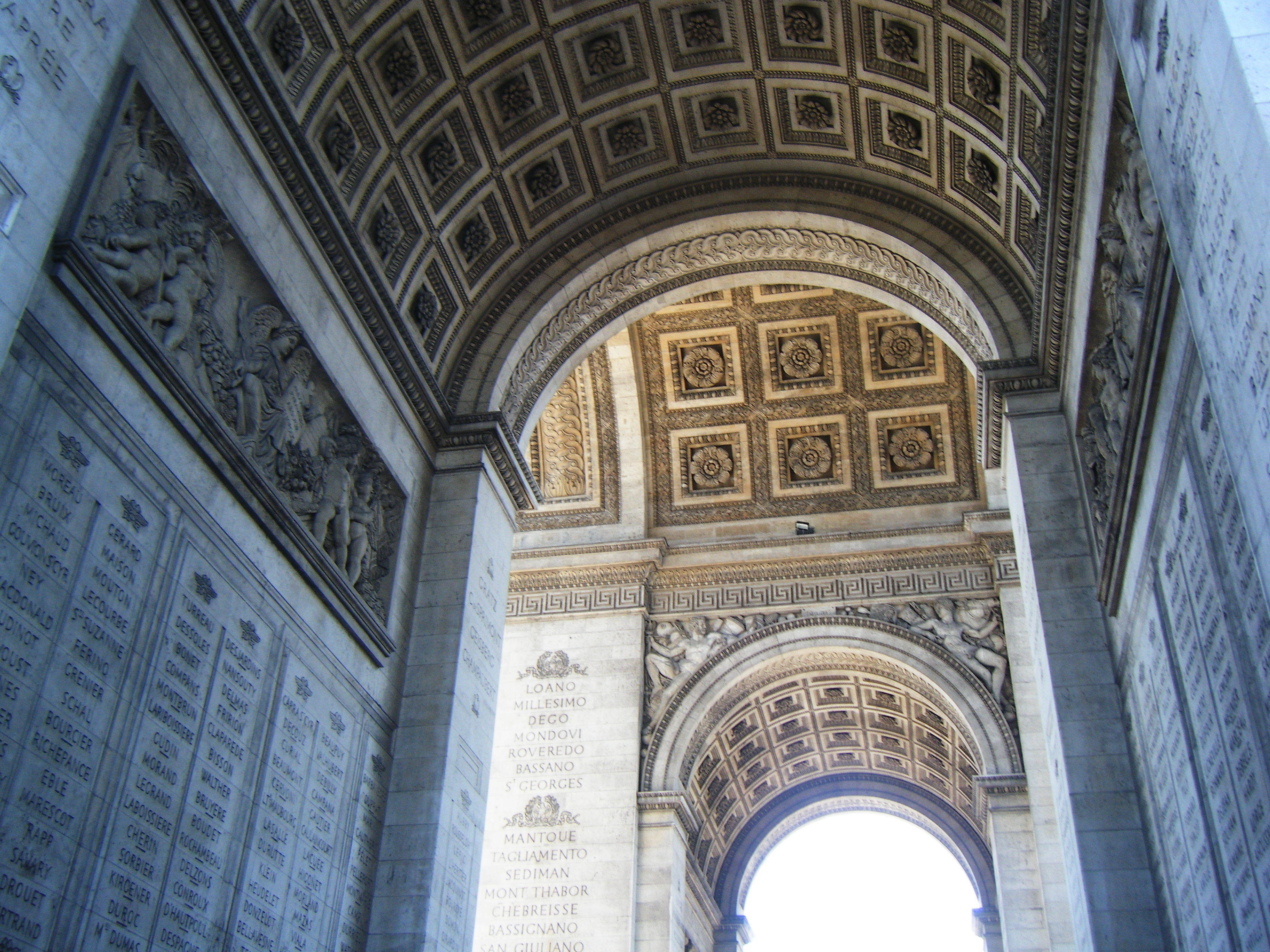
Bitwy i nazwiska zapisane na Łuku Triumfalnym
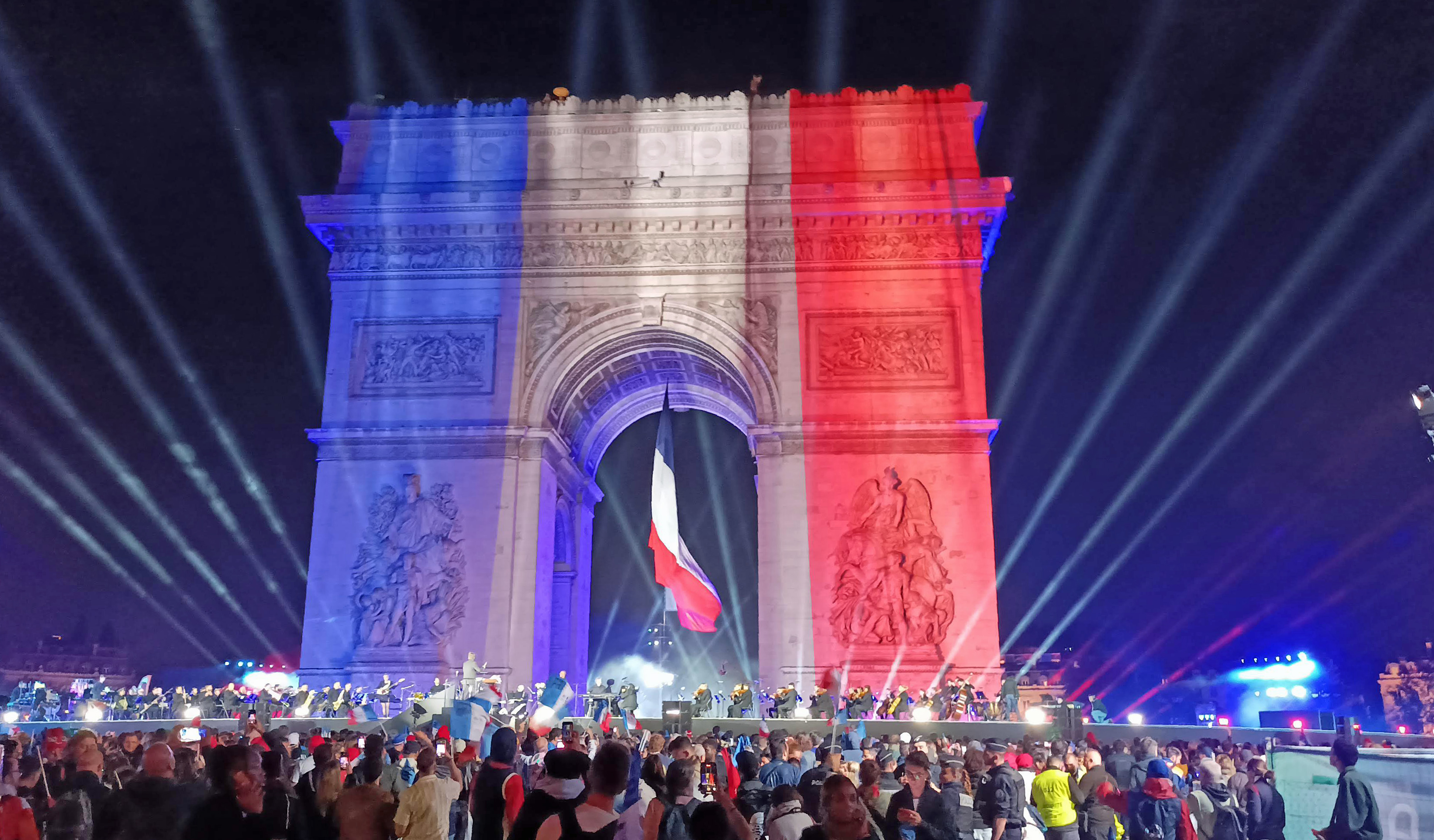
Łuk Triumfalny podczas Letnich Igrzysk Olimpijskich w 2024 roku